# Championnat d'Albanie de football 1980-1981
Navigation
Championnat d'Albanie 1979-80 Championnat d'Albanie 1981-82
Le Championnat d'Albanie de football de Kategoria Superiore 1980-1981 est la 40e édition de ce championnat.

## Classement
| Rang | Équipe                  | Pts | J  | G  | N  | P  | Bp | Bc | Diff |
| ---- | ----------------------- | --- | -- | -- | -- | -- | -- | -- | ---- |
| 1    | Partizan Tirana         | 37  | 26 | 15 | 7  | 4  | 36 | 17 | +19  |
| 2    | Dinamo Tirana           | 36  | 26 | 14 | 8  | 4  | 32 | 17 | +15  |
| 3    | 17 Nëntori Tiranë       | 35  | 26 | 14 | 7  | 5  | 38 | 21 | +17  |
| 4    | Vllaznia Shkodër        | 27  | 26 | 9  | 9  | 8  | 30 | 33 | -3   |
| 5    | Luftëtari Gjirokastër   | 25  | 26 | 10 | 5  | 11 | 25 | 24 | +1   |
| 6    | Naftëtari Qyteti Stalin | 25  | 26 | 10 | 5  | 11 | 24 | 32 | -8   |
| 7    | Besa Kavajë             | 24  | 26 | 7  | 10 | 9  | 28 | 25 | +3   |
| 8    | Flamurtari Vlorë        | 24  | 26 | 8  | 8  | 10 | 27 | 26 | +1   |
| 9    | Labinoti Elbasan        | 24  | 26 | 7  | 10 | 9  | 24 | 28 | -4   |
| 10   | Besëlidhja Lezhë        | 23  | 26 | 6  | 11 | 9  | 21 | 25 | -4   |
| 11   | Lokomotiva Durrës       | 23  | 26 | 6  | 11 | 9  | 20 | 24 | -4   |
| 12   | Tomori Berat            | 23  | 26 | 4  | 15 | 7  | 14 | 20 | -6   |
| 13   | Skënderbeu Korçë        | 22  | 26 | 5  | 12 | 9  | 19 | 27 | -8   |
| 14   | Traktoria Lushnja       | 16  | 26 | 4  | 8  | 14 | 17 | 36 | -19  |

|  | Champion |
|  | Relégué  |

## Bilan de la saison
| Tableau d'Honneur                 |                  |
| Compétition                       | Vainqueur        |
| Championnat d'Albanie de football | Partizan Tirana  |
| Coupe d'Albanie de football       | Vllaznia Shkodër |

| Promotions et relégations     |                                   |
| Relégués en First Division    | Skënderbeu Korçë Traktori Lushnja |
| Promus en Kategoria Superiore | 24 Maji Përmet 31 Korriku Burrel  |